# Michele Dagomari
Michele Dagomari (Prato, ... – Prato, 1171) è stato un mercante italiano pellegrino al seguito della Prima Crociata.
Figlio di Stefano Dagomari, crociato inviato in Terra Santa da Papa Urbano II. A Gerusalemme si sposa con Maria, figlia di un sacerdote di rito orientale, ricevendo in dote la Sacra Cintola. Tornato a Prato nel 1141, la reliquia rimase nascosta presso di lui finché in punto di morte, nel 1171, la donò al preposto della Pieve di Santo Stefano, un certo Umberto.
Abitava di fronte al Duomo, la sua casa fu abbattuta nel 1293 quando tutti gli edifici della zona furono demoliti per allargare la piazza. Nel 1410 nel luogo della sua dimora fu eretta una colonna di marmo scuro chiamata per questo volgarmente "la morella".